# Surinaamse parlementsverkiezingen 1987
De Surinaamse parlementsverkiezingen in 1987 vonden plaats op 25 november. De verkiezingen betekenden een terugkeer naar de democratie, na zeven jaar militair regime in Suriname.
Tijdens de verkiezingen werden de leden van de De Nationale Assemblée gekozen. De winnaar van deze verkiezingen was het Front voor Democratie en Ontwikkeling, met 40 zetels een overwinning met 78,4% van de stemmen. Het front leverde Ramsewak Shankar als president. De Nationale Democratische Partij (NDP; opgericht door Desi Bouterse, de leider van de Sergeantencoup die zeven jaar een militair regime voerde in Suriname) behaalde 3 van de 51 zetels.

## Uitslag
| Allianties en partijen | Zetels in procenten | Uitslag in zetels |
| --- | ------------------- | ----------------- |
| Front voor Democratie en Ontwikkeling Nationale Partij Suriname (NPS) Vooruitstrevende Hervormings Partij (VHP) KTPI (Kerukunan Tulodo Prenatan Inggil) | 78,4%               | 40 (15)(14)(11)   |
| Progressieve Arbeiders- en Landbouwers Unie (PALU) | 7,8%                | 4                 |
| Pendawa Lima | 7,8%                | 4                 |
| Nationale Democratische Partij (NDP) | 5,9%                | 3                 |
| Totaal |                     | 51                |

| District   | NF | PALU | PL | NDP | totaal |
| ---------- | -- | ---- | -- | --- | ------ |
| Paramaribo | 16 |      |    | 1   | 17     |
| Wanica     | 7  |      |    |     | 7      |
| Nickerie   | 5  |      |    |     | 5      |
| Sipaliwini |    |      | 3  | 1   | 4      |
| Commewijne | 4  |      |    |     | 4      |
| Para       | 3  |      |    |     | 3      |
| Marowijne  |    | 2    |    | 1   | 3      |
| Saramacca  | 3  |      |    |     | 3      |
| Brokopondo |    | 2    | 1  |     | 3      |
| Coronie    | 2  |      |    |     | 2      |
| totaal     | 40 | 4    | 4  | 3   | 51     |

## Gewezen Assemblée-leden 1987-1991
Hier volgt de lijst van de 51 Assembléeleden in de periode 1987-1991.

### Front voor Democratie en Ontwikkeling
NPS
- Henck Arron (Paramaribo), opgevolgd door J.N.V. Gadden op 3-2-1988
- Rufus Nooitmeer (Paramaribo)
- Otmar Rodgers (Paramaribo)
- Arti Jessurun (Paramaribo), toegelaten op 20-12-1987
- Adiel Kallan (Paramaribo)
- Humphrey Hildenberg (Paramaribo)
- Ruth Wijdenbosch (Paramaribo)
- R.L. Waarde (Paramaribo)
- Hugo Pinas (Para)
- Runaldo Druiventak (Para)
- Ireen Esajas (Coronie)
- C.O. Blackson (Coronie)
- D. Roepram (Nickerie)
- Benny Kletter (Wanica)
- Arnold Kruisland (Wanica)

| Naam                     | Partij | Kiesdistrict | Vervangers                                                              |
| ------------------------ | ------ | ------------ | ----------------------------------------------------------------------- |
| Jagernath Lachmon        | VHP    | Paramaribo   |                                                                         |
| Lachmipersad Mungra      | VHP    | Paramaribo   |                                                                         |
| Ramdien Sardjoe          | VHP    | Paramaribo   |                                                                         |
| B. Sheoraj-Panday        | VHP    | Paramaribo   |                                                                         |
| Radjkoemar Randjietsingh | VHP    | Wanica       |                                                                         |
| M.S. Nurmohamed          | VHP    | Wanica       |                                                                         |
| R. Bisseswar             | VHP    | Wanica       |                                                                         |
| Ch. Bachoe               | VHP    | Nickerie     |                                                                         |
| J.D.P.K. Ishwardat       | VHP    | Nickerie     |                                                                         |
| M.L. Mahawatkhan         | VHP    | Nickerie     |                                                                         |
| S. Baldew                | VHP    | Commewijne   |                                                                         |
| R.S. Ramautar            | VHP    | Commewijne   |                                                                         |
| O. Ramadhin              | VHP    | Saramacca    |                                                                         |
| S.E. Rambaratsing        | VHP    | Saramacca    |                                                                         |
| Willy Soemita            | KTPI   | Paramaribo   | R.G. Setrowidjojo (KTPI, 3-2-1988) en Rakieb Khudabux (VHP, 20-12-1990) |
| A.S. Marlan              | KTPI   | Paramaribo   |                                                                         |
| C.S.R. Ardjosemito       | KTPI   | Paramaribo   |                                                                         |
| Kadi Kartokromo          | KTPI   | Paramaribo   |                                                                         |
| T.A. Atmowirono          | KTPI   | Wanica       |                                                                         |
| S. Djasmo                | KTPI   | Wanica       |                                                                         |
| Hubert A. Asmowiredjo    | KTPI   | Commewijne   |                                                                         |
| S. Sabiran               | KTPI   | Commewijne   |                                                                         |
| H.L. Sait                | KTPI   | Para         |                                                                         |
| R.M. Wasimin             | KTPI   | Nickerie     |                                                                         |
| A. Moehadis              | KTPI   | Saramacca    |                                                                         |

### PALU
| Naam               | Kiesdistrict |
| ------------------ | ------------ |
| U.H.E. Wijnerman   | Brokopondo   |
| F.T.H. Eersteling  | Brokopondo   |
| Milton S. Belgrave | Marowijne    |
| H.T. Kariowidjojo  | Marowijne    |

### Pendawa Lima
| Naam                                                                                  | Kiesdistrict |
| ------------------------------------------------------------------------------------- | ------------ |
| A. Damburg                                                                            | Brokopondo   |
| L. Asaf                                                                               | Sipaliwini   |
| J.H. Sedney, niet opgevolgd door A.B. Jozefzoon maar door A.D.M. Wouter op 21-12-1987 | Sipaliwini   |
| E.R. Gadden                                                                           | Sipaliwini   |

### NDP
| Naam                                                                                          | Kiesdistrict | Vervangers              |
| --------------------------------------------------------------------------------------------- | ------------ | ----------------------- |
| Jules Wijdenbosch, niet opgevolgd door O van Amson maar door Franklin Johan Playfair 3-2-1988 | Paramaribo   | Franklin Johan Playfair |
| Herbert Frederik Cornelis Watson                                                              | Marowijne    |                         |
| A.R.W. Jeroe                                                                                  | Sipaliwini   |                         |